# Rachel McQuillan
Rachel McQuillan (n. 2 decembrie 1971, Newcastle, New South Wales, Noul Wales de Sud, Australia) este o jucătoare de tenis australiană, medaliată olimpică. A participat la 2 ediții ale Jocurilor Olimpice (1992, 1996) în care a câștigat o medalie de bronz.